# Chungju

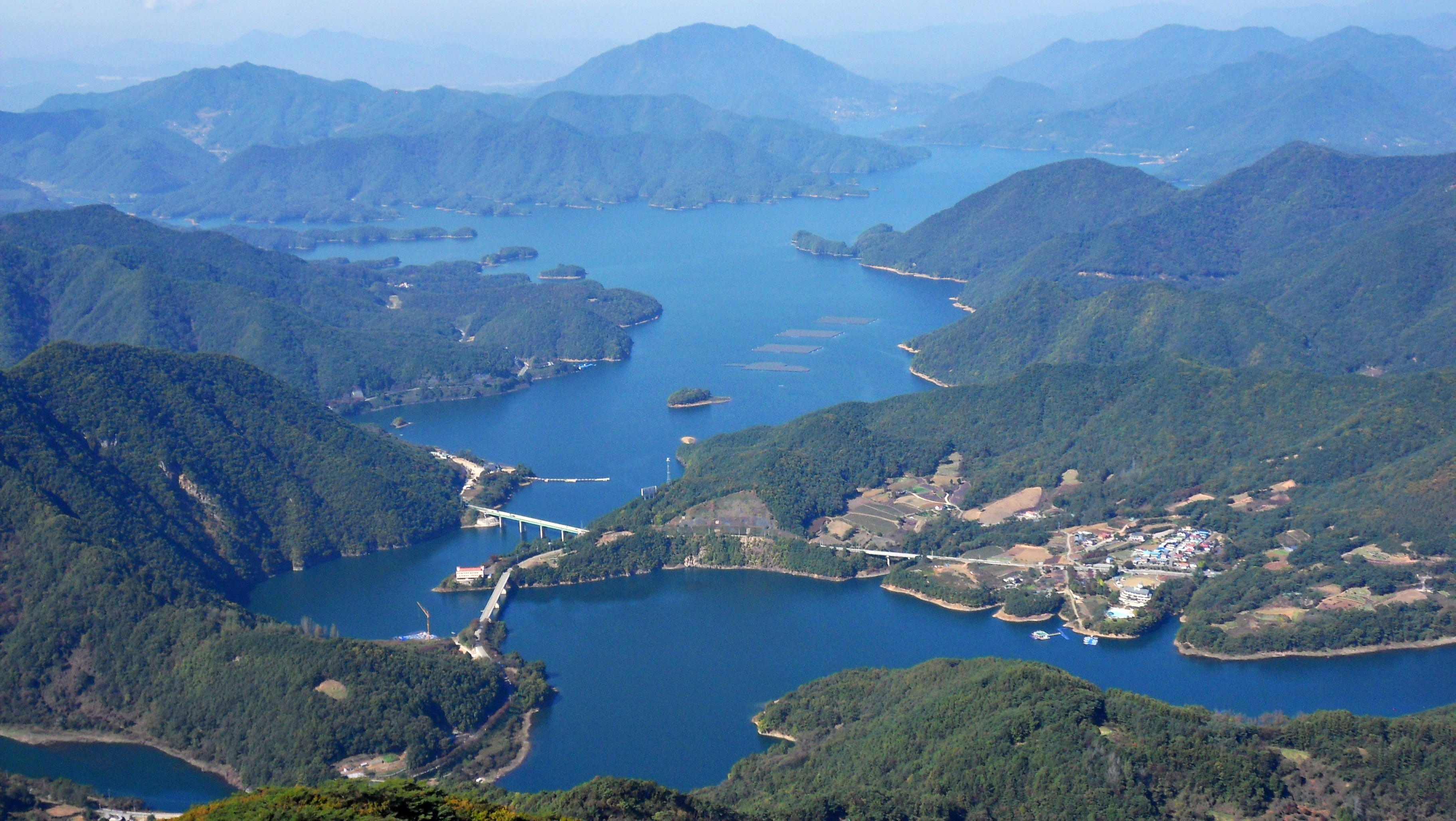
Lago Chungju

Chungju (en coreano, 충주시; pronunciado: [ʨʰuŋ.ʥu]) es una ciudad de Corea del Sur situada en la provincia de Chungcheong del Norte. Tiene una población estimada, a fines de mayo de 2022, de 213 318 habitantes.
Se localiza en el centro de Corea del Sur, rodeada de montañas.
Fue capital de la provincia hasta 1908.

## Clima
| Parámetros climáticos promedio de Chungju (1981−2010) | Parámetros climáticos promedio de Chungju (1981−2010) | Parámetros climáticos promedio de Chungju (1981−2010) | Parámetros climáticos promedio de Chungju (1981−2010) | Parámetros climáticos promedio de Chungju (1981−2010) | Parámetros climáticos promedio de Chungju (1981−2010) | Parámetros climáticos promedio de Chungju (1981−2010) | Parámetros climáticos promedio de Chungju (1981−2010) | Parámetros climáticos promedio de Chungju (1981−2010) | Parámetros climáticos promedio de Chungju (1981−2010) | Parámetros climáticos promedio de Chungju (1981−2010) | Parámetros climáticos promedio de Chungju (1981−2010) | Parámetros climáticos promedio de Chungju (1981−2010) | Parámetros climáticos promedio de Chungju (1981−2010) |
| Mes                                                   | Ene.                                                  | Feb.                                                  | Mar.                                                  | Abr.                                                  | May.                                                  | Jun.                                                  | Jul.                                                  | Ago.                                                  | Sep.                                                  | Oct.                                                  | Nov.                                                  | Dic.                                                  | Anual                                                 |
| ----------------------------------------------------- | ----------------------------------------------------- | ----------------------------------------------------- | ----------------------------------------------------- | ----------------------------------------------------- | ----------------------------------------------------- | ----------------------------------------------------- | ----------------------------------------------------- | ----------------------------------------------------- | ----------------------------------------------------- | ----------------------------------------------------- | ----------------------------------------------------- | ----------------------------------------------------- | ----------------------------------------------------- |
| Temp. máx. media (°C)                                 | 1.9                                                   | 5.1                                                   | 11.4                                                  | 19.4                                                  | 24.0                                                  | 27.6                                                  | 29.6                                                  | 30.2                                                  | 25.8                                                  | 20.0                                                  | 12.1                                                  | 5.0                                                   | 17.7                                                  |
| Temp. media (°C)                                      | −4.2                                                  | −1.3                                                  | 4.7                                                   | 11.7                                                  | 17.1                                                  | 21.7                                                  | 24.7                                                  | 24.9                                                  | 19.3                                                  | 12.4                                                  | 5.3                                                   | −1.0                                                  | 11.2                                                  |
| Temp. mín. media (°C)                                 | −9.5                                                  | −6.8                                                  | −1.2                                                  | 4.4                                                   | 10.7                                                  | 16.4                                                  | 20.7                                                  | 20.8                                                  | 14.6                                                  | 6.8                                                   | −0.1                                                  | −6.0                                                  | 5.9                                                   |
| Precipitación total (mm)                              | 21.2                                                  | 23.2                                                  | 44.9                                                  | 63.1                                                  | 88.7                                                  | 134.7                                                 | 293.5                                                 | 268.6                                                 | 148.9                                                 | 57.5                                                  | 47.2                                                  | 21.1                                                  | 1212.7                                                |
| Días de precipitaciones (≥ 0.1 mm)                    | 7.1                                                   | 6.7                                                   | 8.1                                                   | 7.9                                                   | 8.7                                                   | 9.4                                                   | 14.8                                                  | 14.1                                                  | 8.6                                                   | 6.4                                                   | 8.1                                                   | 7.2                                                   | 107.1                                                 |
| Horas de sol                                          | 168.7                                                 | 175.6                                                 | 203.0                                                 | 233.0                                                 | 242.9                                                 | 219.9                                                 | 178.7                                                 | 197.2                                                 | 188.7                                                 | 193.5                                                 | 152.7                                                 | 156.5                                                 | 2310.3                                                |
| Humedad relativa (%)                                  | 72.9                                                  | 69.0                                                  | 65.7                                                  | 60.4                                                  | 64.3                                                  | 70.4                                                  | 77.4                                                  | 78.5                                                  | 78.4                                                  | 76.2                                                  | 75.2                                                  | 74.9                                                  | 71.9                                                  |
| Fuente: Korea Meteorological Administration           |                                                       |                                                       |                                                       |                                                       |                                                       |                                                       |                                                       |                                                       |                                                       |                                                       |                                                       |                                                       |                                                       |